# Mojin
Mojin (macedónul: Моин) település Észak-Macedóniában, a Délkeleti körzet Gyevgyelijai járásában.

## Népesség
2002-ben 317 lakosa volt, akik közül 301 macedón, 12 szerb, 4 vlach.